# مقارب

الحركة الشكلية الحرة في الإيثان

في الكيمياء التشكل المقارب (بالإنجليزية: staggered)‏ هو نوع من أنواع التشكيل الكيميائي يتواجد بين ذرتين في أي سلسلة مفردة مفتوحة مفردة الرابطة بين مدارين مهجنين sp3 وتصل الطاقة فيها لأقل.
التشكل المتقارب على اليسار، التشكل المكسوف على اليمين.
وفي مثال الإيثان يظهرمسقط نيومان تكون الزاوية بين رابطتى الكربون-هيدروجين المتقاربتين 60 درجة، وعلى هذا تكون الإعاقة الفراغية أقل ما يكون. ونتيجة لذلك فإن التشكل المقارب يكون أقل في الطاقة من التشكل المكسوف بحوالي 12. كيلو جول\ مول.
كما أنه يوجد في البيوتان تشكلان أخران متقاربان وهما التشكل المعاكس (على اليسار) والتشكل المتذبذب (على اليمين).
وكلا التشكلان لا يوجد بهما إجهاد فتل، ولكن في التشكل المتذبذب تكون مجموعتي الميثيل متقاربتين أكثر من مجموع نصف قطر فان دير فال لهما. ويكون التفاعل بينها تفاعل دافع (إجهاد فان دير فال) وينتج من ذلك وجود حاجز طاقة. وفي إن-بينتان تعانى مجموعة الميثيل الطرفية من ظاهرة أضافية تسمى تداخل بينتان.